# Bryan Callen
Pour les articles homonymes, voir Callen (homonymie).
Bryan Callen est un acteur et scénariste américain né le 26 janvier 1967 à Manille (Philippines).

## Filmographie

### comme acteur

#### Cinéma
- 1998 : Whacked : Ricky
- 1999 : Lucid Days in Hell de  John Brenkus : Brian, the evil director
- 2000 : Jack and Jill : Jack
- 2000 : What We Talk About When We Talk About Love de Scott Charles Stewart : Nick
- 2000 : Wirey Spindell de  Eric Schaeffer (en) : Robby-present day
- 2003 : À fond la fac (Old School) d'Alan Metter : Avi, the Waiter
- 2003 : Fish Without a Bicycle de Brian Austin Green : Michael
- 2003 : Bad Santa de Terry Zwigoff : Miami Bartender
- 2006 : Scary Movie 4 de David Zucker : Harper
- 2009 : Very Bad Trip (The Hangover) de Todd Phillips : Eddie
- 2011 : Very Bad Trip 2 (The Hangover 2) de Todd Phillips : Samir
- 2011 : Warrior de Gavin O'Connor : Le commentateur sportif
- 2014 : Mise à l'épreuve (Ride Along) de Tim Story : Miggs
- 2019 : Joker de Todd Phillips : un strip-teaseur

#### Télévision
- 1995-1997 : Mad TV (série télévisée) : différents personnages
- 2001 : Inside Schwartz (en) (série télévisée) : David Cobert
- 2001 : Sketch Pad (série télévisée) : Vic Malone
- 2003 : New York, unité spéciale : Derek Pfeiffer (saison 4, épisode 12)
- 2003 : Sex and the City (série télévisée) : le témoin de Harry
- 2004 : Jessica (téléfilm) : Dan
- 2006-2009 : How I Met Your Mother (série télévisée) : Bilson (6 épisodes)
- 2011 : Death Valley (série télévisée) : Capitaine Frank Dashell (11 épisodes)
- 2014-2017: Kingdom (série télévisée) : Garo Kassabian (12 épisodes)
- 2014-2020 : Les Goldberg (série télévisée) : Coach Miller (42 épisodes)
- 2016 : 2 Broke Girls (série télévisée) : Tony

### comme scénariste
- 2000 : Jack and Jill